# Quartet de corda núm. 1 (Britten)
El quartet de corda núm. 1 en re major, op. 25, és un quartet de corda compost per Benjamin Britten l'estiu de 1941 als Estats Units. L'obra va ser comissariada per Elisabeth Sprague Coolidge. L'estrena va ser el 21 de setembre de 1941 pel Coolidge Quartet a l'Occidental College, a Los Angeles, amb la presència del compositor. Va ser l'última obra important del seu període nord-americà.:159

## Moviments
El quartet consta de quatre moviments:
1. Andante sostenuto - Allegro vivo
2. Allegretto con slancio
3. Andante calmo
4. Molto vivace

## Història
El quartet va ser encarregat per la mecenes de les arts Elizabeth Sprague Coolidge, mentre Britten vivia a Amèrica. Aleshores, ell i Peter Pears estaven com a convidats del duo de piano anglès Ethel Bartlett i Rae Robertson a Escondido, prop de San Diego, Califòrnia.:152 Va ser l'última obra important del seu període nord-americà.:32 Britten va remarcar que tres mesos per escriure'l van ser "amb una breu atenció i una mica de suor, però ho faré perquè els diners ens seran útils!" La tarifa era de 400 dòlars (aproximadament l'equivalent a 7000 euros el 2017).:153, 160
L'estrena va ser el 21 de setembre de 1941 a l'Occidental College, a Los Angeles, amb la presència del compositor,:159 pel Coolidge Quartet. Britten va escriure després a la senyora Coolidge que "estava encantat amb la manera com havien tocat el meu quartet – realment de primera classe, tant en musicalitat com en tècnica". Ja tenia la intenció d'escriure una peça per al Griller Quartet, i van fer l'estrena al Regne Unit el 1943. L'estrena va ser a càrrec del Quartet Galimir l'any 1951.
El 1979, el musicòleg Peter Evans va escriure que el quartet tenia i no havia aconseguit un lloc al repertori.:9, 35 Ha estat enregistrat per diversos quartets distingits (vegeu Enregistraments, més avall).

## Anàlisi i recepció
Una actuació típica dura uns 26 minuts. El primer i el tercer moviment, d'uns 10 minuts cadascun, són molt més llargs que el segon i el quart, d'uns 3 minuts cadascun. El primer moviment en forma sonata conté passatges alternatius d'andante i allegro, la música lenta i ràpida sona durant durades similars.:32
El 22 de setembre de 1941, Isabel Morse Jones, crítica musical del Los Angeles Times, va escriure sobre l'estrena: "És clarament contemporani i l'obra comença en una etereïtat totalment única. Els parcials superiors amb prou feines escoltats introdueixen el primer tema amb la més suavitat. Aleshores, un nou ritme canvia tot el panorama. Britten volia portar la música a la consciència de manera misteriosa, com d'un altre món. La idea estava bé però la música no va ser efectiva". No obstant això, va suggerir que el tercer moviment lent podria ser titulat "En memòria d'un món perdut", i va dir que l'últim moviment va ser "un èxit brillant".
Segons el biògraf de Britten, Humphrey Carpenter, el caràcter tens i inquiet del quartet pot reflectir una agitació emocional en el compositor; o, potser, derivar en part de les seves condicions laborals – havia hagut de tancar-se en un cobert d'eines i encendre un ventilador per ofegar el so de la pràctica del piano dels seus amfitrions.:157
El musicòleg Peter Evans va analitzar detalladament l'estructura del quartet. Va veure semblances amb Beethoven, Bartók i Haydn en alguns dels seus trets. Va escriure, "la relació extremadament subtil entre les característiques inherents al material i el seu treball estructural va demostrar que Britten, als vint-i-set, era un mestre de l'arquitectura tonal amb gairebé cap rival a l'escena anglesa".:32–37 Per a Evans, l'ús de Britten de re major s'associa sovint, com aquí, amb "una harmonia lluminosa de suau dissonància diatònica".:48
El musicòleg Roger Parker va qualificar el quartet d'"una fita significativa en la carrera de composició de Britten" i, deixant de banda el que va anomenar la "indústria musical analítica de Britten", també el va comparar amb el difunt Beethoven.
Ben Hogwood va resumir les opinions crítiques sobre el quartet. "La reacció crítica amb el quartet va ser en gran manera forta, i les autoritats tenen molt en compte el treball del compositor, malgrat el reconeixement d'algunes peculiaritats formals i deficiències menors". Com altres, va veure semblances amb Beethoven.

## Enregistraments
- 1951 – Galimir Quartet, estrena gravació Esoteric 78 rpm ES504 ;[6] reeditat (1966) a Saga XID 5259 i (data desconeguda) a Counterpoint/Esoteric Records CPTS-5504 US
- 1957 – Quartet Paganini, Liberty SWL 15000
- 1965 – Fidelio Quartet, Pye Golden Guinea Records GSGC I4025
- 1972 – Allegri Quartet, Decca LP SXL 6564
- 1978 – Alberni Quartet, CRD Records CRD 1051
- 1986 – Endellion Quartet, HMV E 2705021/31/41
- 1991 – Britten Quartet, Collins Classics 11152
- 1998 – Maggini Quartet, Naxos 8.553883
- 2005 – Belcea Quartet EMI Classics CD 7243 5 57968 2 0
- 2013 – Takács Quartet, Hyperion CD CDA68004
- 2018 -- Quartet Dòric, Chandos 20124